# Newthorpe (North Yorkshire)
Newthorpe – wieś w Anglii, w hrabstwie North Yorkshire, w dystrykcie (unitary authority) North Yorkshire. Leży 24 km na południowy zachód od miasta York i 265 km na północ od Londynu.